# Stato di Sequoyah

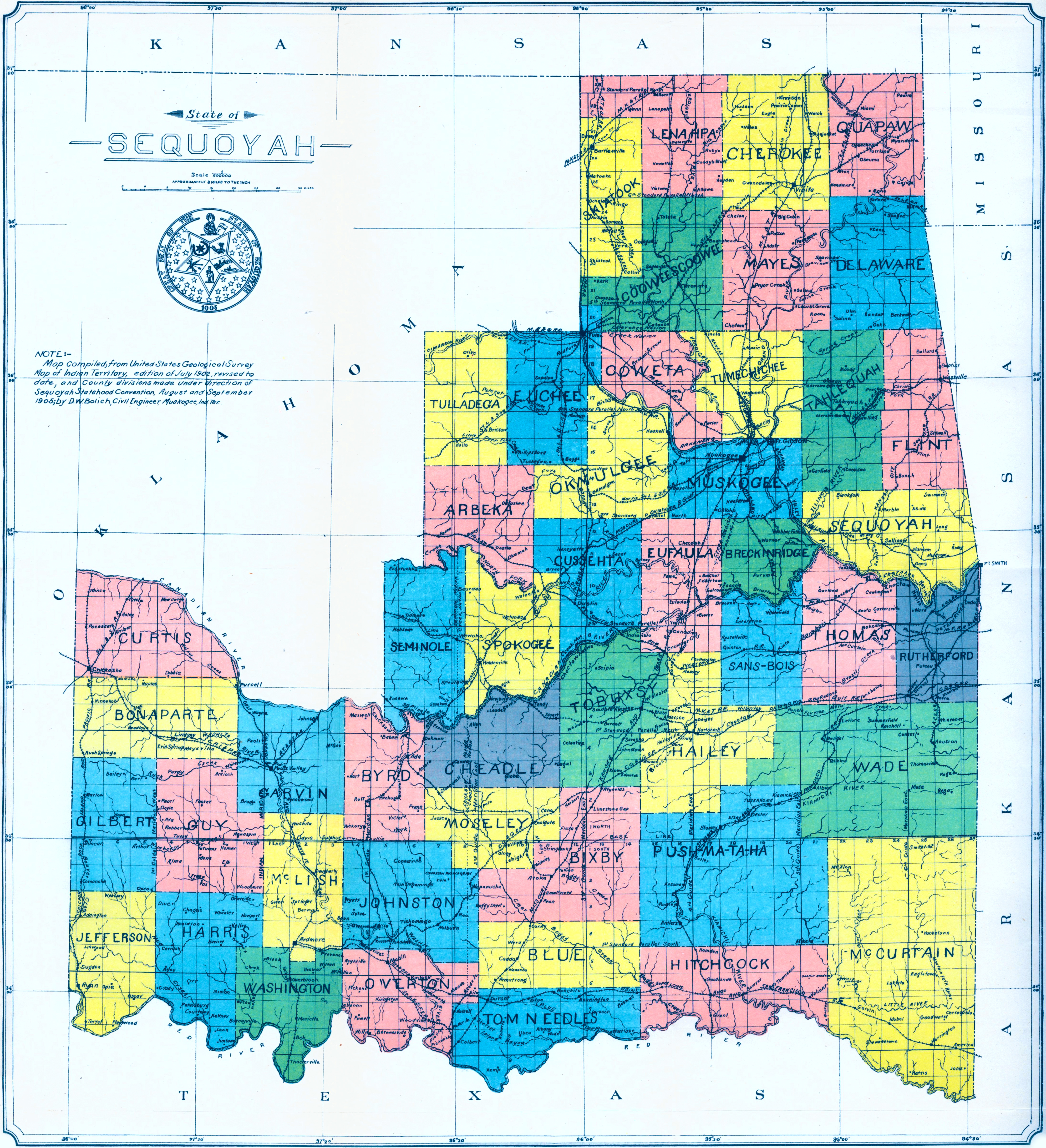
Mappa che ripropone i confini dello Stato di Sequoyah e relativo stemma

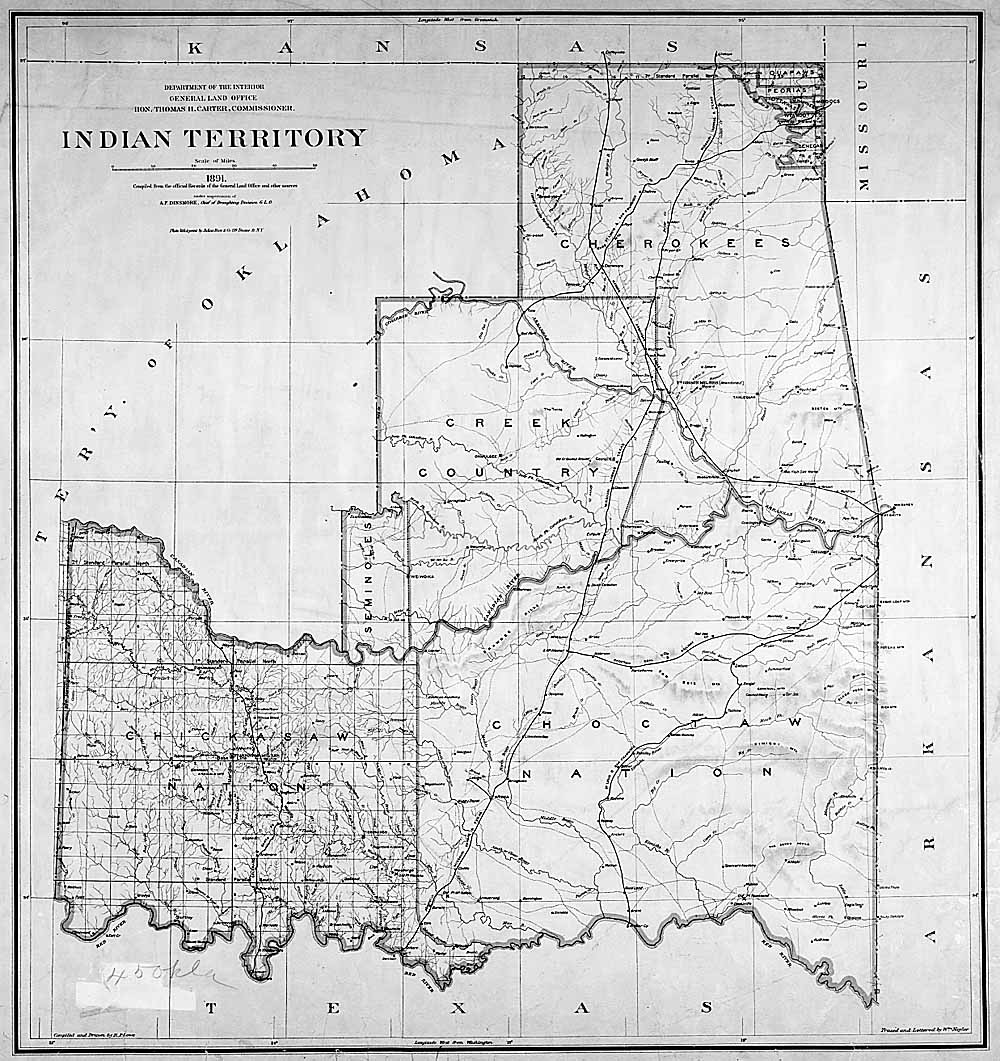
Altra mappa con i soli confini

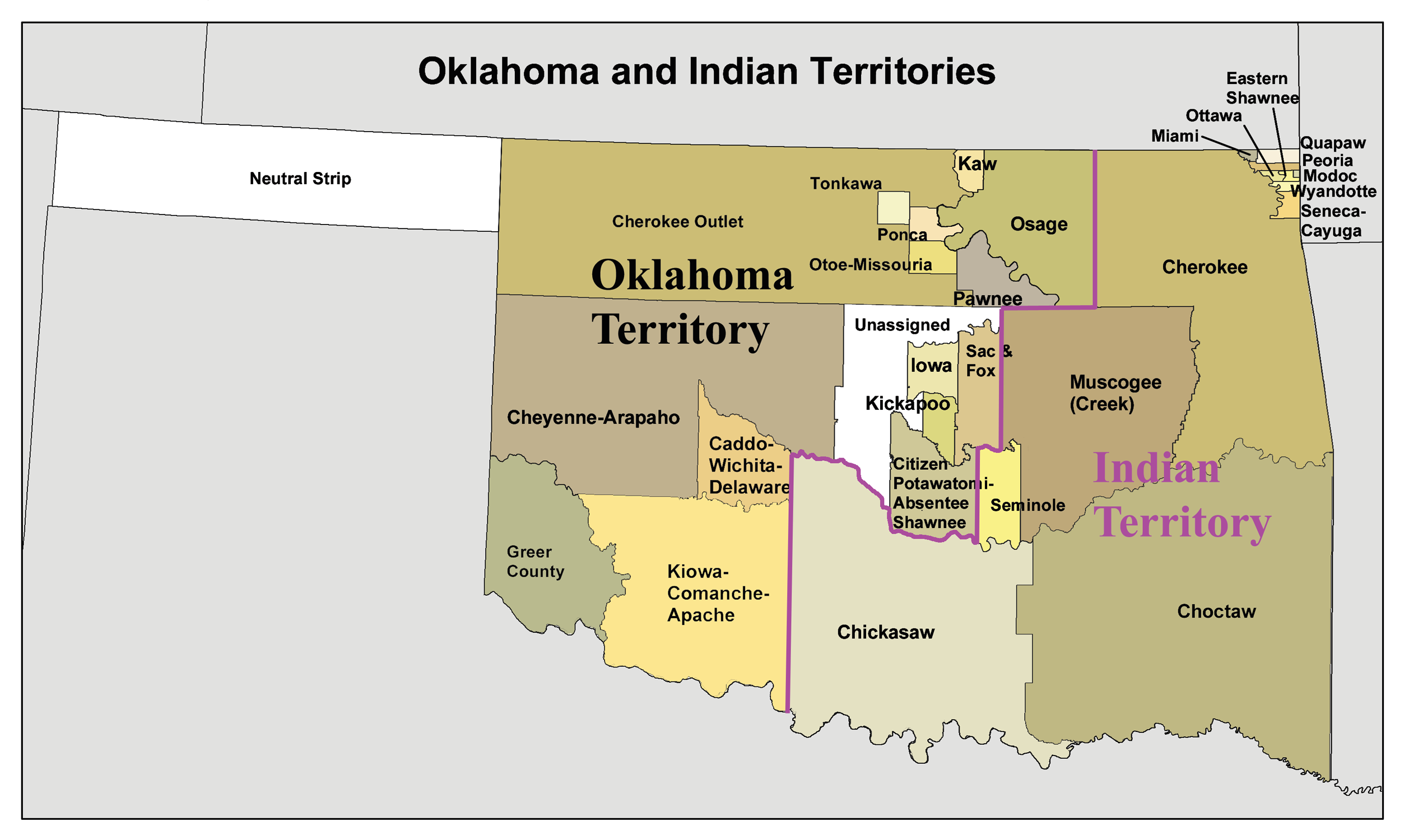
Oklahoma e Territorio indiano nel 1890

Lo Stato di Sequoyah fu il nome proposto per uno Stato di nativi americani nei primi anni del XX secolo, da stabilirsi entro i confini del Territorio indiano, ormai parte orientale dell'Oklahoma.
Lo Stato proposto avrebbe dovuto prendere questo nome in onore di Sequoyah, un rinomato membro della Nazione Cherokee.